# Gozzano
Pour les articles homonymes, voir Gozzano (homonymie).
Gozzano est une commune italienne à la pointe sud du lac d'Orta dans la province de Novare, dans la région Piémont.
Elle est située à 100 km au nord-est de Turin et environ 35 km au nord-ouest de Novare.
Guido Gozzano est un poète italien crépusculaire.
En football masculin, l'AC Gozzano a remporté le championnat de Serie D en 2018. Le club joue au stade Alfredo d'Albertas.

## Administration
| Période                                  | Période | Identité | Étiquette | Qualité |
| ---------------------------------------- | ------- | -------- | --------- | ------- |
|                                          |         |          |           |         |
| Les données manquantes sont à compléter. |         |          |           |         |

### Hameaux
Auzate, Bugnate.

### Communes limitrophes
Bolzano Novarese, Borgomanero, Briga Novarese, Gargallo, Invorio, Orta San Giulio, Pogno, San Maurizio d'Opaglio, Soriso.